# Alan Banaszek
Alan Banaszek (ur. 30 października 1997 w Warszawie) – polski kolarz szosowy i torowy.
Alan Banaszek jest bratankiem Dariusza Banaszka.

## Osiągnięcia

### Kolarstwo szosowe
Opracowano na podstawie:
2014
- 2. miejsce w Pucharze Prezydenta Miasta Grudziądza
  - 1. miejsce w klasyfikacji punktowej
  - 1. miejsce w klasyfikacji młodzieżowej
  - 1. miejsce na 4. etapie

2015
- 1. miejsce na mistrzostwach Europy juniorów (start wspólny)

2016
- 1. miejsce na 1. etapie Karpackiego Wyścigu Kurierów
- 3. miejsce w mistrzostwach Polski (jazda dwójkami)

2017
- 1. miejsce w International Rhodes Grand Prix
- 2. miejsce w Memoriale Romana Siemińskiego
- 1. miejsce na 3. etapie Szlakiem Grodów Piastowskich
- 1. miejsce w Memoriale Grundmanna i Wizowskiego
- 1. miejsce w klasyfikacji punktowej Wyścigu Solidarności i Olimpijczyków
  - 1. miejsce na 2. etapie
- 1. miejsce w Memoriale Henryka Łasaka
- 3. miejsce w mistrzostwach Polski (jazda dwójkami)
- 2. miejsce w mistrzostwach Polski (jazda drużynowa na czas)

2018
- 2. miejsce w Visegrad 4 Bicycle Race Grand Prix Slovakia
- 3. miejsce w Memoriale Romana Siemińskiego

2020
- 3. miejsce w Grand Prix Gazipaşa
- 1. miejsce w Grand Prix Manavgat-Side
- 1. miejsce na 1. etapie Dookoła Bułgarii
- 1. miejsce w mistrzostwach Polski (jazda drużynowa na czas)

2021
- 3. miejsce w Grand Prix Gazipaşa
- 2. miejsce w Grand Prix Velo Manavgat
- 2. miejsce w mistrzostwach Polski (start wspólny)
- 1. miejsce w klasyfikacji punktowej Wyścigu Solidarności i Olimpijczyków
- 1. miejsce w Visegrad 4 Bicycle Race Grand Prix Slovakia
- 1. miejsce w Tour of Szeklerland
  - 1. miejsce w klasyfikacji punktowej
  - 1. miejsce na 2. etapie
- 1. miejsce na 1. i 4. etapie Tour de Serbie

2022
- 1. miejsce w Tour of Thailand
  - 1. miejsce w klasyfikacji punktowej
  - 1. miejsce na 2. etapie
- 1. miejsce w klasyfikacji punktowej Belgrad–Banja Luka
  - 1. miejsce na 1. (jazda drużynowa na czas) i 4. etapie
- 3. miejsce w Dookoła Mazowsza
  - 1. miejsce w klasyfikacji sprinterskiej

2023
- - 1. miejsce Mistrzostwo Polski w Kolarstwie Szosowym

### Kolarstwo torowe
Opracowano na podstawie:
2016
- 3. miejsce w mistrzostwach Europy U23 (madison)

2017
- 1. miejsce w mistrzostwach Europy (wyścig punktowy)

2021
- 1. miejsce w mistrzostwach Europy (omnium)

## Rankingi

### Kolarstwo szosowe
| Rok             | 2016 | 2017 | 2018 | 2019  | 2020 | 2021 | 2022 | 2023 | 2024 |
| --------------- | ---- | ---- | ---- | ----- | ---- | ---- | ---- | ---- | ---- |
| World Ranking   | 515. | 290. | 894. | 3072. | 371. | 178. | 270. | 616. | 615. |
| UCI Europe Tour | 382. | 131. | 540. | 1888. | 303. | 153. | 219. | -    | -    |
| UCI Asia Tour   | 199. | -    | -    |       |      |      |      |      |      |
|                 |      |      |      |       |      |      |      |      |      |
| Źródło: UCI     |      |      |      |       |      |      |      |      |      |